# Document Composition Facility
Pour les articles homonymes, voir DCF.
Document Composition Facility (DCF) est le nom d'une offre logicielle d'IBM lancée en 1978. Cette offre de PAO était composée de deux logiciels : le moteur de composition SCRIPT/VS et une couche de marquage fonctionnel nommée GML et conçue par Charles Goldfarb. Celui-ci, alors ingénieur chez IBM, quittera quelques années plus tard cette société pour en concevoir une variante légère nommée le SGML et portée chez plusieurs constructeurs.
(Dans cette offre existait aussi IPDT (Integrated Processing of Data and Text) dans sa première version. Il fut ensuite rebaptisé par IBM, ASF, lors de sa première tarification indépendante de l'offre DCF)

## Usage
Cette offre logicielle était la première à proposer l'élaboration des communications clients, de la documentation, des bibliothèques de documents (lettres, offres commerciales, brochure, documentation, rapports, notes, mémos, ...), la description de normes de présentation - laissant ainsi le rédacteur se concentrer sur le seul contenu, des possibilités simples de publipostage comportant des sections conditionnelles et même des inclusions de tables, de listings informatiques et de schémas dans leur dernière version depuis leur fichier d'origine, ainsi que l'extraction directement depuis les documents d'informations administratives. La gestion de marques de révision était particulièrement puissante, ainsi que celles de composition d'index et de table des matières ou des figures.
Des adjonctions permettaient d'y importer des dessins venant des logiciels de conception assistée CADAM et CATIA. 
Enfin, un logiciel de coupure de mots général y était inclus, qui fut perfectionné par Maurice Girod sur les bases de l'algorithme qu'il avait déjà utilisé pour le quotidien La Dépêche du Midi.

## Adoption par l'industrie
DCF remporta un grand succès dans le domaine de l'avionique, car les mêmes documentations marquées en GML étaient utilisables sans changement pour la documentation technique de réacteurs, celle de leur entretien, leur incorportation  dans les documentations des compagnies civiles ou des forces aéroportées de soutien aux armées de terre, de mer et de l'air, alors que toutes ces entités devaient présenter leurs documentations sous des normes bien distinctes : il suffisait d'utiliser le profil GML détaillant la bonne norme au moment de la composition du document.
Les documents pouvaient aussi être visualisés sur un écran Tektronix attaché à un écran 3270 au moyen de l'attachement 3277GA.
Des opérateurs de BTP l'utilisèrent même en liaisons avec leurs logiciels de métré pour la fabrication automatique de devis.
(voir aussi éditique : Logiciels : Composition).
La dernière version proposée par IBM est la 4.0, qui a introduit la gestion de la couleur. Celle des images avait été introduite avec la version 3.0.